# 花斑無鬚鯰
花斑無鬚鯰，為輻鰭魚綱鯰形目項鰭鯰科的其中一種，為熱帶淡水魚類，分布於南美洲秘魯、厄瓜多爾、阿根廷、蓋亞那、蘇利南淡水流域，體長可達18.5公分，棲息在底層水域，生活習性不明，可做為觀賞魚。

## 扩展阅读
維基物種上的相關：花斑無鬚鯰